# Tour der französischen Rugby-Union-Nationalmannschaft nach Neuseeland 1984
| Tour der Franzosen nach Neuseeland 1984 | Tour der Franzosen nach Neuseeland 1984 | Tour der Franzosen nach Neuseeland 1984 | Tour der Franzosen nach Neuseeland 1984 | Tour der Franzosen nach Neuseeland 1984 |
| Übersicht                               | S                                       | G                                       | U                                       | N                                       |
| --------------------------------------- | --------------------------------------- | --------------------------------------- | --------------------------------------- | --------------------------------------- |
| Test Matches                            | 2                                       | 0                                       | 0                                       | 2                                       |
| Sonstige Spiele                         | 6                                       | 6                                       | 0                                       | 0                                       |
| Gesamt                                  | 8                                       | 6                                       | 0                                       | 2                                       |
|                                         |                                         |                                         |                                         |                                         |
| Neuseeland                              | 2                                       | 0                                       | 0                                       | 2                                       |

Die Tour der französischen Rugby-Union-Nationalmannschaft nach Neuseeland 1984 umfasste eine Reihe von Freundschaftsspielen der französischen Rugby-Union-Nationalmannschaft. Sie reiste im Juni 1984 durch Neuseeland und bestritt acht Spiele. Darunter waren zwei Test Matches gegen die neuseeländische Nationalmannschaft, die beide mit einer Niederlage endeten. Auf dem Programm standen auch sechs Spiele gegen regionale Auswahlteams, die alle in französischen Siegen resultierten.

## Spielplan
- Hintergrundfarbe grün = Sieg
- Hintergrundfarbe rot = Niederlage

(Test Matches sind grau unterlegt; Ergebnisse aus der Sicht Frankreichs)
| # | Datum         | Gegner                          | Ort          | Stadion          | Ergebnis |
| - | ------------- | ------------------------------- | ------------ | ---------------- | -------- |
| 1 | 02. Juni 1984 | Taranaki Rugby Football Union   | New Plymouth | Rugby Park       | 30:18    |
| 2 | 06. Juni 1984 | Marlborough Rugby Union         | Blenheim     | Lansdowne Park   | 36:9     |
| 3 | 09. Juni 1984 | Wellington Rugby Football Union | Wellington   | Athletic Park    | 38:18    |
| 4 | 12. Juni 1984 | Otago Rugby Football Union      | Dunedin      | Carisbrook       | 20:10    |
| 5 | 16. Juni 1984 | Neuseeland                      | Christchurch | Lancaster Park   | 9:10     |
| 6 | 19. Juni 1984 | Hawke’s Bay Rugby Union         | Napier       | McLean Park      | 40:18    |
| 7 | 23. Juni 1984 | Neuseeland                      | Auckland     | Eden Park        | 18:31    |
| 8 | 26. Juni 1984 | Counties Manukau Rugby Union    | Pukekohe     | Pukekohe Stadium | 33:24    |

## Test Matches
| 16. Juni 1984 | Neuseeland                               | 10 : 9        | Frankreich                                                      | Lancaster Park, Christchurch Zuschauer: 40.000 Schiedsrichter: Winston Jones (Wales) |
| 16. Juni 1984 | Versuche: Taylor Straftritte: Hewson (2) | (3:3) Bericht | Versuche: Blanco Erhöhungen: Lescarboura Dropgoals: Lescarboura | Lancaster Park, Christchurch Zuschauer: 40.000 Schiedsrichter: Winston Jones (Wales) |

Aufstellungen:
- Neuseeland: John Ashworth, Andy Dalton , Andy Donald, Andy Haden, Allan Hewson, Jock Hobbs, John Kirwan, Gary Knight, Murray Mexted, Steve Pokere, Mark Shaw, Bruce Smith, Wayne Smith, Warwick Taylor, Gary Whetton
- Frankreich: Pierre Berbizier, Serge Blanco, Didier Codorniou, Jean Condom, Philippe Dintrans , Pierre Dospital, Patrick Estève, Jean-Pierre Garuet-Lempirou, Francis Haget, Jean-Luc Joinel, Patrice Lagisquet, Jean-Patrick Lescarboura, Jean-Charles Orso, Laurent Rodriguez, Philippe Sella

| 23. Juni 1984 | Neuseeland                                                                      | 31 : 18        | Frankreich                                                      | Eden Park, Auckland Zuschauer: 53.000 Schiedsrichter: Winston Jones (Wales) |
| 23. Juni 1984 | Versuche: Dalton B. Smith Taylor Erhöhungen: Hewson (2) Straftritte: Hewson (5) | (16:6) Bericht | Versuche: Bonneval Lescarboura (2) Straftritte: Lescarboura (2) | Eden Park, Auckland Zuschauer: 53.000 Schiedsrichter: Winston Jones (Wales) |

Aufstellungen:
- Neuseeland: John Ashworth, Andy Dalton , Andy Donald, Andy Haden, Allan Hewson, Jock Hobbs, John Kirwan, Gary Knight, Murray Mexted, Steve Pokere, Mark Shaw, Bruce Smith, Wayne Smith, Warwick Taylor, Gary Whetton
- Frankreich: Serge Blanco, Pierre Berbizier, Didier Codorniou, Jean Condom, Philippe Dintrans , Pierre Dospital, Patrick Estève, Jean-Pierre Garuet-Lempirou, Jacques Gratton, Francis Haget, Jean-Luc Joinel, Patrice Lagisquet, Jean-Patrick Lescarboura, Laurent Rodriguez, Philippe Sella 
 Auswechselspieler: Éric Bonneval

## Kader

### Management
- Tourmanager: Yves Noé
- Trainer: Jacques Fouroux
- Kapitän: Philippe Dintrans

### Spieler
| Spieler                  | Position         | Mannschaft         |
| ------------------------ | ---------------- | ------------------ |
| Pierre Berbizier         | Gedrängehalb     | FC Lourdes         |
| Henri Sanz               | Gedrängehalb     | SC Graulhet        |
| Guy Laporte              | Verbinder        | SC Graulhet        |
| Jean-Patrick Lescarboura | Verbinder        | US Dax             |
| Marc Andrieu             | Innendreiviertel | RC Nîmes           |
| Éric Bonneval            | Innendreiviertel | Stade Toulousain   |
| Didier Codorniou         | Innendreiviertel | RC Narbonne        |
| Philippe Sella           | Innendreiviertel | SU Agen            |
| Patrick Estève           | Außendreiviertel | RC Narbonne        |
| Patrice Lagisquet        | Außendreiviertel | Aviron Bayonnais   |
| Laurent Pardo            | Außendreiviertel | AS Montferrand     |
| Serge Blanco             | Schlussmann      | Biarritz Olympique |
| Bernard Viviès           | Schlussmann      | SU Agen            |

| Spieler                     | Position             | Mannschaft          |
| --------------------------- | -------------------- | ------------------- |
| Philippe Dintrans           | Hakler               | Stadoceste Tarbais  |
| Daniel Dubroca              | Hakler               | SU Agen             |
| Bernard Herrero             | Hakler               | RC Toulon           |
| Pierre-Édouard Detrez       | Pfeiler              | RC Nîmes            |
| Jean-Pierre Garuet-Lempirou | Pfeiler              | FC Lourdes          |
| Pierre Dospital             | Pfeiler              | Aviron Bayonnais    |
| Jean Condom                 | Zweite-Reihe-Stürmer | Boucau Tarnos Stade |
| Francis Haget               | Zweite-Reihe-Stürmer | Biarritz Olympique  |
| Alain Lorieux               | Zweite-Reihe-Stürmer | FC Grenoble         |
| Jean-Charles Orso           | Zweite-Reihe-Stürmer | RRC Nice            |
| Jacques Gratton             | Flügelstürmer        | SU Agen             |
| Jean-Luc Joinel             | Flügelstürmer        | CA Brive            |
| Pierre Lacans               | Flügelstürmer        | AS Béziers          |
| Laurent Rodriguez           | Nummer Acht          | Stade Montois       |